# Pință
Pința, întâlnit și sub denumirea de Jerboa mongolez cu cinci degete, (Allactaga sibirica) este o specii de mamifere care a fost descrisă pentru prima data de Forster în 1778. Ea face parte din genul Allactaga și din familia Dipodidae. IUCN clasifică această specie ca având un risc scăzut de conservare. Nu sunt enumerate subspecii.

## Descriere
Aceste rozătoare apar în sudul  Siberiei și în zonele învecinate din Asia Centrală. Zona de răspândire cuprinde Kazahstanul, vestul Uzbekistanului, nord-vestul Turkmenistanului, Mongolia și nordul Chinei. La nord de Mongolia, specia migrează chiar și în Rusia. Habitatul constă din zonele de stepă și de semideșert.
Rozătoarele își sapă vizuini simple, care sunt utilizate numai pentru scurt timp, și vizuini complexe cuiburi, care sunt utilizate pentru mai multe luni. Acestea din urmă poate fi la 65 cm sub pământ, iar tunelurile au o lungime de până la 5 m. Pințele hibernează, în general, între lunile septembrie și aprilie. Dieta constă din muguri de plante, frunze și semințe, precum și din insecte mici. Femelele se pot împerechea de două ori pe an, iar de fiecare dată nasc până la 9 pui, de obicei de la 2 la 5.